# Casa de Oliveira Vianna
Casa de Oliveira Vianna é uma casa de cultura e centro de preservação e difusão da vida e obra do intelectual Francisco José de Oliveira Vianna (1883 - 1951), um dos maiores nomes da sociologia nacional. Fica localizado na Alameda São Boaventura, Bairro do Fonseca, cidade de Niterói. Sua biblioteca especializada em sociologia, história, política e economia, é considerada a principal parte da casa.

## História
Lugar de toda uma vida, a casa, mobiliário, biblioteca e arquivo pessoal de Oliveira Viana, musealizados e mantidos tal qual eram usados por seu dono, constituem-se em acervo deste Centro de Pesquisa voltado à divulgação da vida e da obra de seu proprietário. Conta com o acervo de cerca de 12 mil exemplares, além de correspondências trocadas com Gustavo Capanema, Monteiro Lobato e Getúlio Vargas e os chamados papagaios (anotações e reflexões em pequenas folhas de papel atadas com fita). A casa preserva mobiliário, louças, cristais e quadros que servem de atrativo aos pesquisadores e visitantes. Conta também com um belo jardim, árvores frutíferas e um chafariz ao centro, e a arquitetura e fachada da casa, datada de 1911, preservados em seu estilo original eclético do início do século XX.
No mesmo ano de morte de Oliveira Vianna é apresentado um projeto de lei na Assembleia Legislativa do antigo Estado do Rio de Janeiro e em 1955 o governo desapropria o imóvel (construído em 1911) com todos os pertences para nele instalar um museu e centro de estudos. Em 1975, passou a integrar Fundação Anita Mantuano de Artes do Estado do Rio de Janeiro. Em 1979, já com a capital estadual na cidade do Rio de Janeiro o prédio foi reformado e reaberto. É um museu estadual, desde 1980 subordinado à FUNARJ, órgão da Secretaria de Estado de Cultura do Rio de Janeiro.